# Walter Gempp

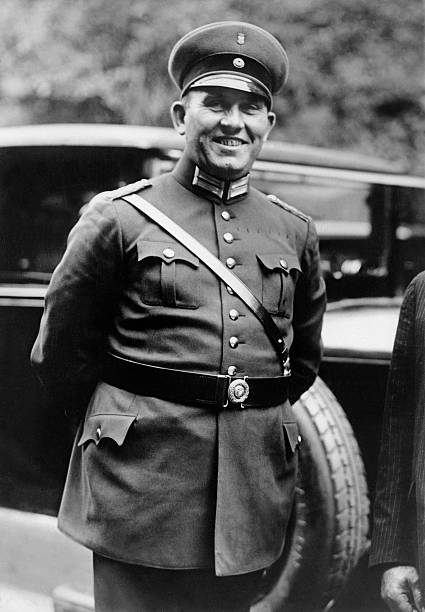
Walter Gempp, ca. 1928

Walter Gempp (* 13. September 1878 in Rodach bei Coburg; † 2. Mai 1939 in Berlin) war ein deutscher Ingenieur und von 1922 bis 1933 der sechste Leiter der Berliner Feuerwehr. Er leitete persönlich die Löscharbeiten beim Reichstagsbrand 1933 und vertrat die Meinung, der Brand könne nur von mehreren Brandstiftern gelegt worden sein. Seine Person und seine Aussagen sind bis heute Teil der Reichstagsbrandkontroverse.

## Leben

### Herkunft und Ausbildung
Gempp wurde als Sohn eines Apothekers geboren und besuchte das Humanistische Gymnasium in Coburg bis einschließlich der Untertertia. Nach einer handwerklichen Ausbildung absolvierte er das Technikum in Hildburghausen und studierte anschließend Maschinenbau und Elektrotechnik an der Technischen Hochschule in Karlsruhe. Nach Ableistung seines Wehrdienstes als sogenannter Einjähriger arbeitete er drei Jahre bei den Siemens-Schuckertwerken in Berlin als Diplomingenieur.

### Im Dienst der Berliner Feuerwehr
1906 wurde Gempp damit beauftragt, Versuche zur Automobilisierung der Berliner Feuerwehr durchzuführen, die damals ihre Löschzüge von Pferdefuhrwerken allmählich auf motorisierte Einheiten umrüstete, aber elektromobile Löschzüge bevorzugte. Spätestens seit 1908 stand Gempp dann als Brandmeister im Dienst der Berliner Feuerwehr. Später folgte die Ernennung zum technischen Direktor der Berliner Feuerwehr. In dieser Stellung oblag ihm die Leitung der Abteilungen Technik und Telegrafie der Feuerwehr.
1922 wurde Gempp als Nachfolger von Maximilian Reichel zum Oberbranddirektor und somit zum Chef der Berliner Feuerwehr ernannt. In dieser Eigenschaft war er zunächst mit dem weiteren Aufbau einer Feuerwehr für Gesamtberlin betraut, deren Schaffung durch das 1920 verabschiedete Groß-Berlin-Gesetz verordnet worden war und durch seinen Vorgänger Reichel bereits in Grundzügen vorbereitet wurde. Gempps frühe Amtszeit war infolgedessen von der Arbeit an der Zusammenfassung der bis dahin 15 Berufsfeuerwehren und 65 Freiwilligen Feuerwehren der Hauptstadt geprägt. Darüber hinaus stand der technische Ausbau der Berliner Feuerwehr im Mittelpunkt seiner Tätigkeit. Nach Angaben der Feuerwehr selbst verwirklichte Gempp die „Einführung einheitlicher Schlauchkupplungen“, die „fernmeldetechnische Anbindung aller Dienststellen an das Netz der Feuerwehr“ und die „Einführung einer einheitlichen Löschtaktik“. Politisch soll Gempp abweichenden Angaben zufolge der Deutschen Demokratischen Partei (Leber) bzw. der Deutschen Volkspartei (Bracher) angehört haben.

### Reichstagsbrand 1933 und Entlassungsverfahren

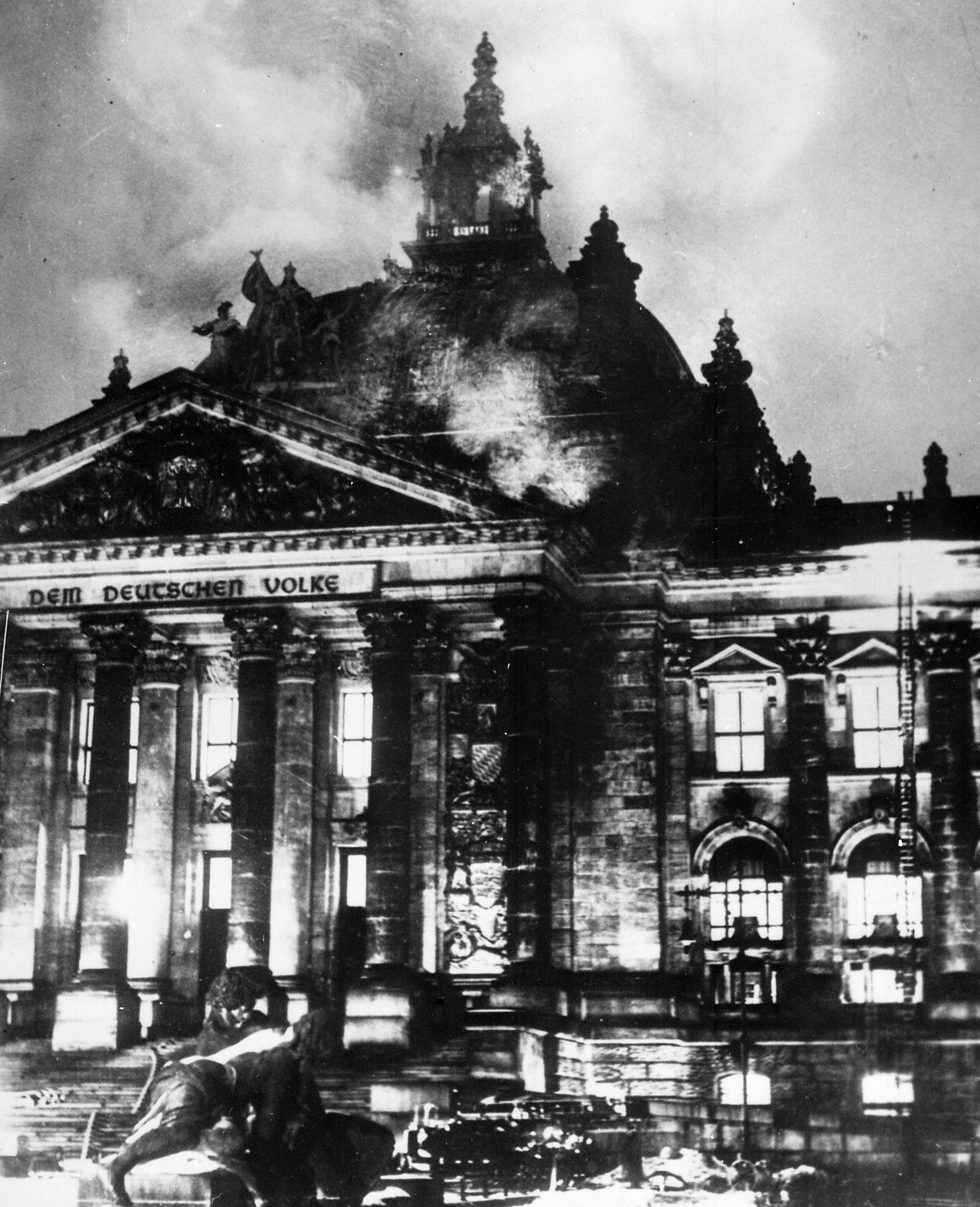
Löscharbeiten während des Reichstagsbrandes

Während des Reichstagsbrandes in der Nacht vom 27. zum 28. Februar 1933 leitete Gempp persönlich die Löscharbeiten im Reichstagsgebäude.
Gempp untersagte am 20. März 1933, so der Wortlaut seiner Bekanntmachung, „das Abhalten von politischen Versammlungen, das Halten politischer Propagandareden und jede Provokation politisch Andersdenkender“ innerhalb der Berliner Feuerwehr – eine Maßnahme, die sich nach der sogenannten Reichstagsbrandverordnung vom 28. Februar und dem Wahlerfolg der NSDAP am 5. März 1933 gegen die politische Agitation der Nationalsozialisten richtete. Am 24. März 1933 wurde er von seiner Funktion als Leiter der Berliner Feuerwehr enthoben und beurlaubt. Sein Nachfolger wurde Gustav Wagner.
Am 14. Oktober 1933 trat Gempp als Zeuge im Rahmen des Reichstagsbrandprozesses vor dem Reichsgericht in Leipzig auf. Er sagte aus, dass er im Reichstagsgebäude flüssiges Brandmaterial gesehen habe, und vertrat die Auffassung, der Brand könne nur von mehreren Tätern gelegt worden sein. In den Ruhestand versetzt wurde Gempp erst 14 Monate nach seiner Beurlaubung am 31. Mai 1934, und zwar begründet mit dem Verweis auf das Gesetz zur Wiederherstellung des Berufsbeamtentums. In dem Entlassungsverfahren wurde ihm unter anderem vorgeworfen, „von kommunistischer Seite betriebene Hetz- und Wühlarbeit bei der Feuerwehr geduldet“ sowie „national eingestellte Feuerwehrbeamte gegenüber den mit marxistischer [= sozialdemokratischer] Gesinnung zurückgesetzt zu haben“. Gempps Verfahren war, so der Berliner Historiker Wolfgang Wippermann, „eindeutig und ausschließlich politisch motiviert“, zudem „eines der längsten Verfahren, das nach dem ‚Gesetz zur Wiederherstellung des Berufsbeamtentums‘ durchgeführt wurde“.

### Vorwürfe der Korruption
Im Zuge der sogenannten Minimax-Affäre, die ab 1932 nach einem Arbeitsgerichtsprozess, den ein ehemaliger Angestellter der Firma Minimax angestrengt hatte, ins Rollen kam, wurde auch Gempp ab dem 8. November 1933 von der Staatsanwaltschaft vernommen. Konkret wurde ihm vorgeworfen, er habe in unzulässiger Weise Vorteilsnahme begangen, indem er in seiner Stellung als Chef der Berliner Feuerwehr Vergünstigungen und Bestechungen durch den Direktor des Löschgeräteherstellers Minimax, Friedrich Gunsenheimer, angenommen habe (passive Korruption). Gempp konnte für 14.400 Reichsmark (RM), die er im Verlauf von über zehn Jahren erhalten hatte, belegen, dass er diese für Gutachten, die er für die Firma angefertigt hatte, und Artikel, die er für die Firmenzeitschrift verfasst hatte, erhalten habe. Das Gericht hielt diese Honorare jedoch für überhöht. Zudem konnte er für 1.200 RM – die Gesamtsumme der Gelder, die er nach den Ermittlungen erhalten hatte, belief sich auf 15.600 RM – keine Gutachter- oder Artikelhonorare nachweisen. Außerdem habe Gempp seine Nebentätigkeiten dem zuständigen Stadtrat Ahrens nur mündlich gemeldet und nicht alle Beträge versteuert. In dem am 1. Juli 1938 verkündeten Urteil in dieser Sache wurde Gempp für schuldig befunden und zu einer Zuchthausstrafe von zwei Jahren und zum Verlust der bürgerlichen Ehrenrechte für drei Jahre verurteilt. Insgesamt wurden siebzehn von achtzehn angeklagten höheren Feuerwehrfunktionären aus Berlin, Köln, München und anderen Städten verurteilt. Gempp legte gegen das gegen ihn ergangene Urteil Berufung ein.
Am 2. Mai 1939 wurde der in Untersuchungshaft genommene Gempp tot in seiner Zelle aufgefunden. In der Literatur wird sein Tod einerseits als ein Mord der Nationalsozialisten angesehen. Besonders häufig wird dabei eine Verbindung zu den Ereignissen des Reichstagsbrandes hergestellt. Andere Autoren gehen im Gegensatz dazu davon aus, dass Gempp sich selbst das Leben nahm, um seiner Familie die Pensionsansprüche zu sichern, die entfallen wären, wenn das gegen ihn ergangene Urteil rechtskräftig geworden wäre.

## Die Reichstagsbrandkontroverse
In der Nachkriegszeit wurde Gempp unterschiedlich bewertet. Annedore Leber nahm ihn in eine Sammlung mit biographischen Skizzen zu Widerstandskämpfern gegen das NS-System auf, in der sie ihn als einen Fachmann mit „unbestechliche[m] Gewissen“ kennzeichnete, der nach dem Reichstagsbrand die offiziellen Verlautbarungen über den Brand korrigiert und den Nationalsozialisten unliebsame „Feststellungen“ getroffen habe. Zu einer ähnlichen Einschätzung der Person Gempps gelangte Karl Dietrich Bracher in seinem Aufsatz „Stufen totalitärer Gleichschaltung“ von 1956. Bracher und Leber sahen Gempps Amtsenthebung in seiner geradlinigen, mit dem Nationalsozialismus nicht zu vereinbarenden Haltung und seiner Ablehnung der offiziellen Behauptung einer kommunistischen Urheberschaft des Reichstagsbrandes begründet. Sie halten ihn für ein Opfer der „Säuberungsaktion zur sogenannten Wiederherstellung des Berufsbeamtentums“. Dementsprechend vertreten Bracher und Leber die Auffassung, Gempp sei später verfolgt, verhaftet, in einem „konstruierten Prozess“ kompromittiert und in der Haft ermordet worden, weil er „im Reichstagsbrandprozeß bei seinen fachlich und sachlich erhärteten Aussagen blieb“.
Dagegen wandte sich insbesondere Fritz Tobias, der in seiner Studie zum Reichstagsbrand von 1962 ein überaus negatives Bild des Feuerwehrchefs zeichnet und dessen Amtsenthebung für eine unpolitische, rein sachlich motivierte Maßnahme hält. Tobias argumentierte, Brachers und Lebers Angaben und Interpretationen hätten auf dem kommunistischen Braunbuch von 1933 basiert, das völlig unzutreffende Informationen zu Gempp geliefert und diesen zu Unrecht als honorigen Mann und Opfer nationalsozialistischer Intrigen dargestellt habe. Die juristische Verfolgung und Verurteilung Gempps hielt Tobias unter Verweis auf die von ihm aufgefundenen Akten zum Minimax-Verfahren für in der Sache begründet. Ende der 1980er Jahre wies Wolfgang Wippermann Tobias’ These von der rechtmäßigen Verurteilung eines angeblich Kriminellen zurück. Die Akten zeigten, dass es im Kern der Korruptionsvorwürfe um Probleme der „Nebentätigkeit eines Beamten“ ging. Tobias’ Wertung basiere auf „einer bemerkenswert unkritischen Einschätzung der Rolle der Justiz im ‚Dritten Reich‘“. Für Wippermann ist Gempp ein „Opfer des nationalsozialistischen Regimes“.
In jüngerer Zeit stellten Wilfried Kugel und Alexander Bahar die negative Bilanz, die Tobias in seinem Buch zur Person Gempps zog, nach einer erneuten Konsultierung der Originalakten in Frage. Unter anderem verwiesen sie darauf, dass „Anklage und Urteil verschiedentlich eine negative Voreingenommenheit gegenüber Gempp“ erkennen lassen würden, zudem sei der Grundsatz in dubio pro reo von den Richtern in dem Verfahren gegen Gempp „in sein Gegenteil verkehrt worden“.